# Brecé
Brecé település Franciaországban, Mayenne megyében. Lakosainak száma 833 fő (2022. január 1.). Brecé Châtillon-sur-Colmont, Colombiers-du-Plessis, Couesmes-Vaucé, Gorron, Le Pas, Saint-Denis-de-Gastines és Saint-Mars-sur-Colmont községekkel határos.

## Népesség
A település népességének változása:
| Lakosok száma | 1125 | 971  | 865  | 834  | 823  | 822  | 824  | 844  | 842  | 833  |
|               | 1968 | 1982 | 1990 | 2006 | 2013 | 2015 | 2017 | 2019 | 2020 | 2022 |